# ماتیو بودری
ماتیو بودری (انگلیسی: Mathieu Baudry؛ زادهٔ ۲۴ فوریهٔ ۱۹۸۸) بازیکن فوتبال اهل فرانسه است.
از باشگاه‌هایی که در آن بازی کرده‌است می‌توان به باشگاه فوتبال لیتون اورینت، باشگاه فوتبال تروا، باشگاه فوتبال داگنم و ردبریج، و باشگاه فوتبال ای‌اف‌سی بورنموث اشاره کرد.